# Papež Janez I.
Papež Janez I., svetnik in mučenec, rimski škof, (papež) rimskokatoliške Cerkve, * 470 Siena, Toskana, Zahodnorimsko cesarstvo; † 18. maj 526 Ravena, Italsko kraljestvo.

## Življenjepis
Janez je bil sin očeta Konstantina iz Populonije (Populonia, Populonia Alta) blizu današnjega mesta Livorna v Toskani; rodil se je leta 470. Bil je izobražen mož in je od mladih dni živel v Rimu. Bil je tudi prijatelj slavnega filozofa Boetija.
Rimska duhovščina in ljudstvo so se po pravici bali, da hoče Teodorik  vplivati na papeške volitve; ni mu namreč bilo všeč znova vzpostavljena edinost med Rimom in Carigradom. Že sedmi dan po Hormizdovi  smti so izvolili na papeški prestol arhiprezbiterja Janeza. Teodorikovo ljubosumnost je podžgala določba bizantinskega  cesarja Justina , po kateri ne smejo heretiki opravljati javnih služb ter morajo vrniti vse cerkve katoličanom. To se je nanašalo zlasti na arijance na Vzhodu, katere pa je Teodorik hotel vzeti v zaščito. Grozil je celo, da bo podobne protiukrepe uporabil zoper katoličane v Italiji. Na stara leta je namreč popolnoma prišel pod vpliv judovskega pravnika Simaha in poganskega senatorja Ciprijana. 

### Odposlanstvo v Carigradu
525 je poklical k sebi v Raveno že ob izvolitvi bolnega papeža in mu ukazal, da mora voditi odposlanstvo v Carigrad, kjer naj bi dosegel omiljenje strogih zakonov zoper krivoverce; celo to, da se spreobrnjeni arijanci lahko vrnejo nazaj. Arijanci so se namreč obrnili s prošnjo na Teodorika, češ da naj jih zaščiti, vendar Teodorikovo pismo pri cesarju ni nič zaleglo. Papež je torej privolil v vse zahteve razen v zadnjo, ki je bila zanj kot poglavarja katoličanov nesprejemljiva. 
V Carigradu so Janeza, ki ga je spremljalo pet škofov in štirje senatorji, sprejeli o Božiču 525 nadvse slovesno, kakor da je apostol Peter; saj je bil prvi papež, ki je sploh kdaj stopil na ozemlje Carigrada - "Novega Rima". Patriarh Epifanij mu je prišel naproti po morju, cesar pa je skupaj z dvorom kleče pri Zlatih vratih sprejel njegov blagoslov. Sveti Gregor Veliki poroča, da je pod temi vrati sedel slepec; ko je slišal, da prihaja papež, se je vrgel pred njim na kolena in ga prosil, naj mu kot Kristusov namestnik napravi, kar je on delal. Papež se je z roko dotaknil slepčevih oči, ga prekrižal in oni je spregledal; to je še povečalo navdušenje množic.
30. marca je po latinskem obredu opravil slovesno velikonočno mašo v cerkvi Hagije Sofije, nato je pa ponovno mazilil in kronal cesarja, kar je bilo prvo papeško kronanje kakega bizantinskega cesarja. Postavili so mu nov višji sedež kakor navzočemu patriarhu, v znamenje, da mu Vzhod priznava prvenstvo v Cerkvi. Cesar je naklonjeno preklical določbe zoper arijance – razen zadnje. 
Teodorika pa je nevoščljivost zaradi lepega sprejema v Carigradu nagnila, da je še pred izkrcanjem celo odposlanstvo skupaj s papežem oropal svobode in vrgel ječo.

### Določbi
- Papež Janez je podprl in potrdil zamisel Dionizija Malega, da se začnejo leta človeške zgodovine šteti od  Kristusovega rojstva in ne več po svetnih oblastnikih ali od ustanovitve mesta Rima.[3]
- Na priporočilo omenjenega Dionizija Malega (Dionysius Exiguus) je uvedel papež v Rimsko Cerkev aleksandrijsko računanje Velike noči.[4]

### Teodorikovo nasilje
Po papeževi smrti ko da je Teodorika obsedel hudi duh: konzula Albina (Albinus) je obtožil zaradi razžalitve veličanstva. Veleučeni Boetij (Boethius), »zadnji Rimljan in prvi sholastik«, ga je branil; zato je tudi on padel v nemilost: Teodorik je tudi njega vrgel v ječo in dal mučiti; tam je napisal znamenito knjigo »Tolažbe modrosti«. Dal je zapreti tudi Boetijevega tasta, starega senatorja in načelnika senata  Simaha, »poslednjega pravega Rimljana«, ker ni hotel potrditi, da je Boetij kriv veleizdaje; na koncu je dal vse tri obglaviti. Jud Simah je imel že pripravljen zakon, po katerem bi morali katoličani v kratkem času izročiti vse cerkve arijancem; vendar je Teodoriku podpis na ta načrt preprečila bolezen in skorajšnja smrt.

## Smrt in češčenje
S papežem in odposlanstvom so v Raveni ravnali tako kruto, da je papež dobil živčni zlom in po nekaj dneh umrl. Pokopali so ga zunaj ravenskega obzidja. Maksimijanov letopis (Chronica Maximiani) poroča, da je ob njegovem grobu ozdravel neki obsedenec; velika množica  je ostanke obleke papeža in odposlancev razgrabila in hranila kot dragocene relikvije. Čez štiri leta so papeževo truplo kot ostanke »slavno padlega mučenca, ki je padel kot žrtev za Kristusa« prenesli v cerkev svetega Petra v Vatikanu. 
Cerkev slavi njegov god 18. maja; pred koledarsko reformo je bil njegov god 27. maja.

### Ocena
- Nekateri menijo, da je Janez I. rojen v "Castello di Serena" blizu Chiusdina[7].
- Papež Janez je bil prvi papež v zgodovini, ki je - sicer prisiljen od kralja - obiskal med svojim papeževanjem Carigrad. Prvi ga je svobodno obiskal Pavel VI.